# Lídiya Karamchakova
Lídiya Karamchakova (en ruso: Лидия Карамчакова; Abakán, 17 de febrero de 1968) es una deportista rusa de origen jacasio que compitió en lucha libre.
Ganó dos medallas en el Campeonato Europeo de Lucha, oro en 2000 y bronce en 1997. Participó en los Juegos Olímpicos de Atenas 2004, ocupando el séptimo lugar en la categoría de 48 kg.

## Palmarés internacional
| Campeonato Europeo | Campeonato Europeo | Campeonato Europeo | Campeonato Europeo |
| Año                | Lugar              | Medalla            | Categoría          |
| ------------------ | ------------------ | ------------------ | ------------------ |
| 1997               | Varsovia (Polonia) | Medalla de bronce  | 46 kg              |
| 2000               | Budapest (Hungría) | Medalla de oro     | 46 kg              |